# Borough de Petersburg
Pour les articles homonymes, voir Petersburg.
Le borough de Petersburg (Petersburg Borough en anglais) est une subdivision de l'État d'Alaska aux États-Unis.

## Villes
- Kupreanof
- Petersburg